# 2007년 병역 특례 비리 사건
병역특례 비리 사건은 2007년 4월 25일 서울 지역의 병역특례 업체 60여 곳이 적발되어 그와 함께 압수수색이 벌어짐으로써 시작된다. 그 후 3개월에 걸쳐 전국의 병역특례 업체가 추가로 수사 대상이 되었고, 이 과정에서 연예인과 고위층 자제 등이 연루되어 편입 취소와 함께 현역병 또는 공익근무요원으로 재복무를 하게 되었다.

## 사건의 흐름
이 사건은 2007년 내에서만 흐름이 한정된 사건이므로 연도 표시는 생략한다.
- 4월 25일 검찰은 병역특례 업체 67곳의 비리 의혹을 포착하고 해당 업체들을 수사하였다. 채용 과정에서 금품이 오가거나 실제로 근무하지 않은 등의 정황이 포착된 것이다.
  - 이 과정에서 6곳이 혐의가 드러났으며 업주의 친인척이나 유학 준비생, 연예인, 운동 선수, 고위층 자제 등이 연루되었다.
- 5월 15일 업체 관계자 5명이 구속되고 특례요원 19명은 편입 취소되었다.
- 5월 24일 4~5개 업체에 대해서도 추가로 사법처리하였다.
- 5월 21일 서울 지역의 모든 업체로 수사를 확대하기 시작했다.
- 6월 1일 서울 지역 업체들에 한정했던 수사를 전국으로 확대하기 시작했다.
- 6월 12일 검찰은 이미 복무를 만료한 가수 싸이에 대해서도 부실근무 혐의를 확인하여 병무청에 편입 취소 통보를 했고, 해당 업체장 박모씨 등 3명에 구속영장을 청구하고 작은아버지 박모씨 등 5명을 불구속 입건했다.
  - 싸이 외 6명의 특례요원에 대해서도 부실근무 등의 정황을 확인하고 병무청에 통보했다.
- 6월 20일 싸이에 이어 모 유명 마술사와 사법연수생도 병역특례 업체에 부실근무한 혐의가 적발되었다.
- 7월 26일 연예인에 이어 장관 등 사회지도층 인사의 자제들에 대해서도 추가로 혐의를 밝혀내었다. 이로써 적발된 특례요원 수는 모두 127명으로 병무청에 행정처분이 의뢰되었으며, 업체 관계자와 해당 특례요원 부모 등 77명의 관련자도 입건(이중 22명 구속)되었다.
- 7월 27일 수사 종료.

## 분석
이 사건으로 인해 밝혀진 비리 수법들은 아래와 같다.
- 규정상 특례요원이 편입하려는 업체의 업체장이 4촌 이내의 혈족일 경우는 편입(전직 포함)이 불가하다. 비리에 적발된 업체장은 자신의 아들이나 조카 등을 편입시키기 전 이 제한을 피하기 위해 업체장의 명의만 넘기는 이른바 ‘바지사장’을 내세워 마치 정상적인 편입인 것처럼 보이게 하였다.
- 또한 위 제한 규정에는 파견근무가 포함되어 있지 않았다. 업체장은 이 점을 악용하여 업체장의 4촌 이내 혈족을 모종의 관계가 있는 다른 병역특례 업체에 편입시키고 파견근무 명목으로 자신의 업체에서 근무하게 하였다.
- 재력이 있는 특례요원은 거액의 금품을 건네거나 월급을 받지 않는다는 조건을 걸어 업체장에게 채용을 유도한 후 수습기간도 없이 바로 편입한 사례도 있다. 간단히 말하면 돈으로 T/O를 산 것과 같다.
- 이러한 방법으로 부정 편입한 특례요원들은 대부분 업체 내에서 지정업무 이외의 일을 하거나 아예 다른 일을 하고 있다는 것이 밝혀졌다.

## 사건 후 영향
이 사건으로 인해 산업기능요원 관리 규정이 아래와 같이 강화되었다.
- 업체장의 4촌 이내 혈족은 편입 또는 전직이 불가하되 파견근무는 가능했으나 개정 후에는 이마저도 제한된다.
- 또한, 편입하려는 업체 임원 중 본인의 직계존속이 있는 경우에도 편입이 제한된다.
- 2008년부터는 IT 관련학과를 전공하지 않은 경우 IT업체에 특례요원으로 편입할 수 없다.
- 조작이 용이한 수기식 출근부를 대신할 전자식 출근부 카드가 도입될 예정이다.
- 기준미달 업체에 대한 기준충족 유예기간을 1년에서 6개월로 단축할 예정이다.
- 부정편입 및 부실복무 등 편입 취소 사유가 되는 행위를 한 특례요원에 대해서는 기존에는 편입 취소와 함께 현역병 또는 공익근무요원으로 재복무를 부과하는 선에서 그쳤던 것을 앞으로는 형사처벌도 병행할 방침이다.
- 다른 업체로의 전직이 결정되었을 경우 3개월의 대기기간을 부여하였으나 특례요원이 해당 기간 동안 부실복무를 하는 사례가 많다는 이유로 대기기간을 14일로 단축하였다.